# Полихново
Полихново — деревня в Опочецком районе Псковской области России. Входит в состав Звонской волости.
Расположена на западном побережье озера Косарно (Лобовское), в 30 км к югу от города Опочка и в 0,5 км к югу от деревни Лобово.
Численность населения по состоянию на 2000 год составляла 12 человек, на 2012 год — 8 человек.
До 2005 года деревня входила в состав ныне упразднённой Лобовской волости с центром в д. Лобово.